# 아토바스타틴
아토바스타틴(Atorvastatin)은 리피토(Lipitor)라는 상품명으로 팔리는 약의 주성분이다. 화이자(Pfizer)에서 아토바스타틴을 칼슘염 형태로 만들어 제품화한 것이 리피토이다. HMG CoA 환원효소(HMG CoA reductase)를 억제하기 때문에 HMG CoA 환원효소 억제제라고 한다. HMG CoA 환원효소 억제제는 주로 ~스타틴(statin)으로 끝나는 이름을 가지기 때문에 보통 '스타틴계 약물(statins)'라고 분류한다. 대한민국에서는 한국화이자제약에서 수입하고, 한국화이자제약과 제일약품이 공동 판매한다. 2014년 리피토의 병원외처방액은 979억여 원으로 2014년 국내 원외처방 시장에서 2위를 기록했다. 10mg, 20mg, 40mg, 80mg 제품이 있다.

## 효능
아토바스타틴은 비정상적으로 상승된 콜레스테롤 수치를 낮추기 때문에 이상지질혈증(Dyslipidemias, 고지혈증)의 치료와 심혈관계 질환의 예방에 쓰인다. 아토바스타틴을 포함한 스타틴계 약물은 이미 상승해 있는 콜레스테롤 수치를 낮춘다. 이는 콜레스테롤 합성의 첫 번째 단계를 매개하는 효소의 작용을 억제하기 때문이다. 따라서 스타틴계 약물은 LDL 콜레스테롤이 상승한 환자에게 주로 1차적으로 사용하는 약물이다.

## 작용기전(메커니즘)
아토바스타틴의 작용기전은 LDL 수용체를 과발현시켜 혈중 콜레스테롤을 간 내부로 유입시키는 것인데, 이는 HMG CoA 환원효소(간 내부 콜레스테롤 합성 속도조절효소)를 억제함으로써 간 내부 콜레스테롤 수치가 낮아지며 발현된다.

## HMG CoA 환원효소 억제제 (스타틴계, Statins)
HMG CoA 환원효소(HMG CoA reductase)를 억제하는 약물을 HMG CoA 환원효소 억제제(HMG CoA reductase inhibitor)라고 부른다. 보통 스타틴계(statins) 약물이라고 알려져있다. 이 계열 약물의 이름이 주로 "스타틴"으로 끝나기 때문이다. HMG CoA 환원효소 억제제로는 아토바스타틴(Atorvastatin) 외에도 피타바스타틴(Pitavastatin), 로바스타틴(Lovastatin), 심바스타틴(Simvastatin), 프라바스타틴(Pravastatin), 플루바스타틴(Fluvastatin), 로슈바스타틴(Rosuvastatin) 등이 있다.

## 같이 보기
- 스타틴
  - 로바스타틴
  - 로수바스타틴
  - 세라바스타틴
  - 심바스타틴
  - 프라바스타틴
  - 플루바스타틴
  - 피타바스타틴